# Brostrupsmästaren

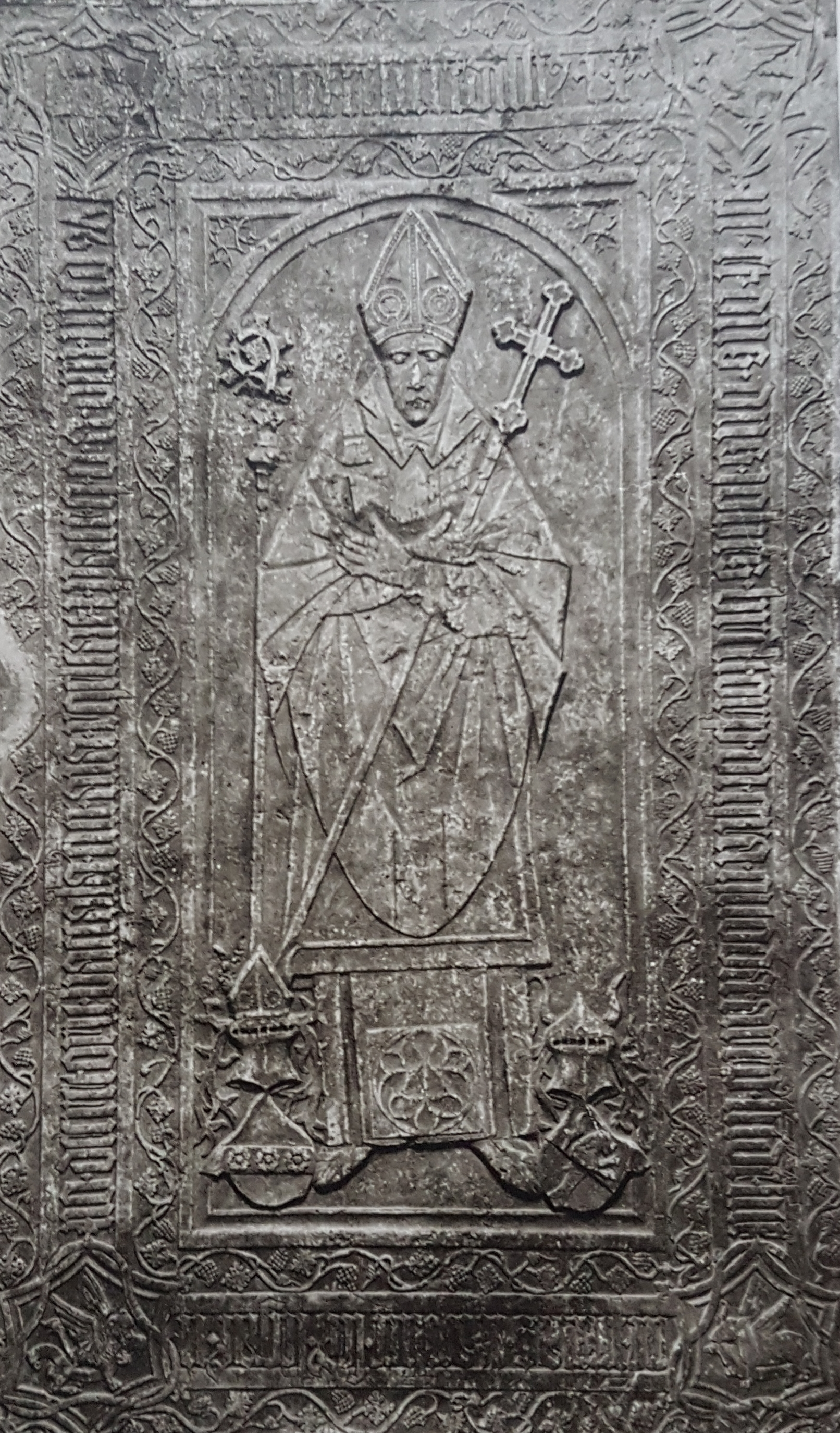
Gravsten över ärkebiskop Jens Brostrup.

Brostrupsmästaren är ett anonymnamn på den gravstensskulptör som utfört gravskulpturen över ärkebiskop Brostrup i Lunds domkyrka. 
Stenen är färdigställd på 1490-talet och med sin fasta komposition och säkra plastiska utformning med linjeskärpan i den dekorativa sirligheten utgör den en höjdpunkt av slutskedet i den sengotiska gravstensplastiken. Den har några stilfränder i Skåne men dessa är svagare i sina dekorativa motiv.